# Franciszek Stoltman
Franciszek Stoltman (ur. 2 grudnia 1897 w Bydgoszczy) – starszy posterunkowy Policji Państwowej, wachmistrz rezerwy Wojska Polskiego, kawaler Orderu Virtuti Militari.

## Życiorys
Urodził się 2 grudnia 1897 w Bydgoszczy, ówczesnej stolicy rejencji bydgoskiej, w rodzinie Władysława i Marianny z Tulejów. Ukończył siedmioklasową szkołę miejską z językiem wykładowym niemieckim. Od 1 marca 1916 do 19 września 1919 służył w armii niemieckiej.
9 lutego 1920 wstąpił jako ochotnik do 16 pułku ułnów. 27 lipca tego roku został przeniesiony do 115 pułku ułanów i przydzielony do szwadronu karabinów maszynowych. Wyróżnił się 11 października 1920 w boju pod wsią Otcówka, w czasie powrotu pułku z zagonu na Korosteń. 17 września 1921 został bezterminowo urlopowany z wojska.
15 września 1922 został przyjęty do Policji Państwowej i przeznaczony do służby na Kresach Wschodnich. Od 1924 pełnił służbę na Posterunku PP Majków na stanowisku zastępcy komendanta posterunku. W czerwcu 1933 nadal pełnił służbę w Majkowie, natomiast w kwietniu 1939 na Posterunku PP Basowy Kąt (obecnie przedmieście Równego).
Był żonaty, miał syna Czesława (ur. 1930) i córkę Danutę (ur. 1933).

## Ordery i odznaczenia
- Krzyż Srebrny Orderu Wojskowego Virtuti Militari nr 3798[3][4][1][5][6][7]
- Krzyż Walecznych[1][8]
- Medal Pamiątkowy za Wojnę 1918–1921[1]
- Medal Dziesięciolecia Odzyskanej Niepodległości[1]